# Heliar

Heliar von 1900 (oben), spätere Version, die als Color-Heliar oder Dynar bekannt wurde (unten)

Heliar ist die Bezeichnung eines fünflinsigen Objektivs, das 1900 patentiert wurde. Es wurde von Hans Harting für Voigtländer entwickelt.

## Aufbau
Das Heliar ist eine Weiterentwicklung des Cooke-Triplets. Um die Abbildungsfehler zu vermindern, ersetzte Harting die einzelnen Linsen vorne und hinten im Triplet-Typ durch verkittete Gruppen aus jeweils einer Sammel- und einer Streulinse. Bei dem ersten Entwurf, der 1900 patentiert wurde, lagen die Streulinsen außen. Harting selbst änderte seine Konstruktion ab, indem er die Streulinsen nach innen verlegte. Dadurch ließen sich die Abbildungsfehler noch etwas besser reduzieren. Dieser Aufbau wurde sowohl mit den Bezeichnungen Dynar oder Heliar versehen.
Einfacher als das fünflinsige Heliar war das 1902 von Paul Rudolph berechnete Tessar. Hier besteht nur das rückwärtige Element aus zwei verkitteten Linsen. Im Vergleich zum Heliar ist es billiger herzustellen und leichter mit einer hohen Lichtstärke bei guter Schärfe zu versehen.

## Eigenschaften, Anwendung
Das Heliar (von altgr. Helios – Sonne) wurde für seine ausgewogene Abbildung hochgelobt. Die „weiche“ Abbildung bei großer Blendenöffnung machte es zu einem geschätzten Objektiv für Landschaften und Porträts. Die „Weichheit“ entstand durch eine nicht vollständige Korrektur der Abbildungsfehler Astigmatismus und Koma. Sie nimmt beim Abblenden des Objektivs ab.
Vollständig korrigierte Konstruktionen des Heliar-Typs gab es von Voigtländer nicht unter diesem Namen (erst 2001 vom Hersteller Cosina). Die scharfe Abbildung mit weichen Kontrasten galt als besonderes Qualitätsmerkmal dieses Typs.

## Modelle
Verschiedene Varianten wurden als Heliar, Dynar und Color Heliar hergestellt. Sie fanden Verwendung in Rollfilm-Faltkameras des Typs Bessa, typisch mit 105 mm f/3,5. Für Großformatkameras wurden ebenfalls verschiedene Versionen produziert, zum Beispiel für die Voigtländer Laufbodenkameras vom Typ Bergheil für Planfilm. Hier ging die Brennweite von 150 bis 420 mm, die Lichtstärke betrug f/4,5.
Anfang der 1950er Jahre brachte Voigtländer ein Spezial-Heliar für Portraitfotografie heraus. Man machte sich die besonders "weiche" (= unscharfe) Abbildung des Originalentwurfs von 1900 zunutze. Zusätzlich konnte die mittlere Linse in der Objektivachse verschoben werden, um den Grad der Weichzeichnung zu steuern. Es war für Mittel- und Großformatkameras verfügbar.

### Apo-Lanthar
Die höchste Entwicklungsstufe des Voigtländer Heliars stellt das Apo-Lanthar von 1952 dar. Der Aufbau des Apo-Lanthars entspricht dem Color-Heliar. Durch die Verwendung spezieller Glassorten wurde das Apo-Lanthar zum ersten Apochromatisch korrigierten Objektiv für das Mittelformat. Es erwarb sich einen legendären Ruf für die hervorragende Abbildungsleistung. Es erschien aus Marketinggründen nicht unter der Bezeichnung Heliar, man wollte den besonderen Ruf des Heliars für die "duftige Schärfe" nicht gefährden. Auch das Apo-Lanthar war nur für Mittel- und Großformatkameras verfügbar.
Nachdem Voigtländer 1956 von Zeiss-Ikon übernommen worden war, konzentrierte sich die Firma bald auf das Kleinbildformat. Die Weiterentwicklung dieser Objektive wurde eingestellt und die Produktion lief langsam aus.

## Andere Hersteller
Asahi Pentax hatte von 1952 bis 1962 ein Kleinbildobjektiv vom Heliar-Typ im Programm. Das Takumar 58 mm, f/2,4 war das erste Heliar für das Kleinbildformat und außergewöhnlich lichtstark für diesen Objektivtyp. Es wurde mit M37- und M42-Gewindeanschluss produziert. Im 1958 vorgestellten Sortiment von Auto-Takumar-Objektiven für Pentax-Kameras entfiel dieser Typ. Der Markt verlangte lichtstarke Objektive, die speziellen Eigenschaften des Heliar-Typs waren jetzt weniger gefragt.
Alle Pentax 100 mm f/4 Makro-Objektive sind vom Heliar-Typ (fünf Linsen in drei Gruppen). Produziert wurden diese bis zum Jahre 1989. Auch das Canon FD 100 mm f/4 MACRO ist vom Heliar-Typ.
Kodak verwendete den Heliar-Typ für einige Objektive der Ektar-Reihe, auch Nikon soll diesen Objektivtyp verwendet haben. Mamiya nutzte diesen Typ z. B. für das 105 mm f/3,5 Objektiv der zweilinsigen Spiegelreflex. Leitz hatte Objektive vom Heliar-Typ unter dem Namen Hektor im Programm, zum Beispiel das Hektor 28 mm f/6,3.

## „Heliar“ lizenziert an Cosina

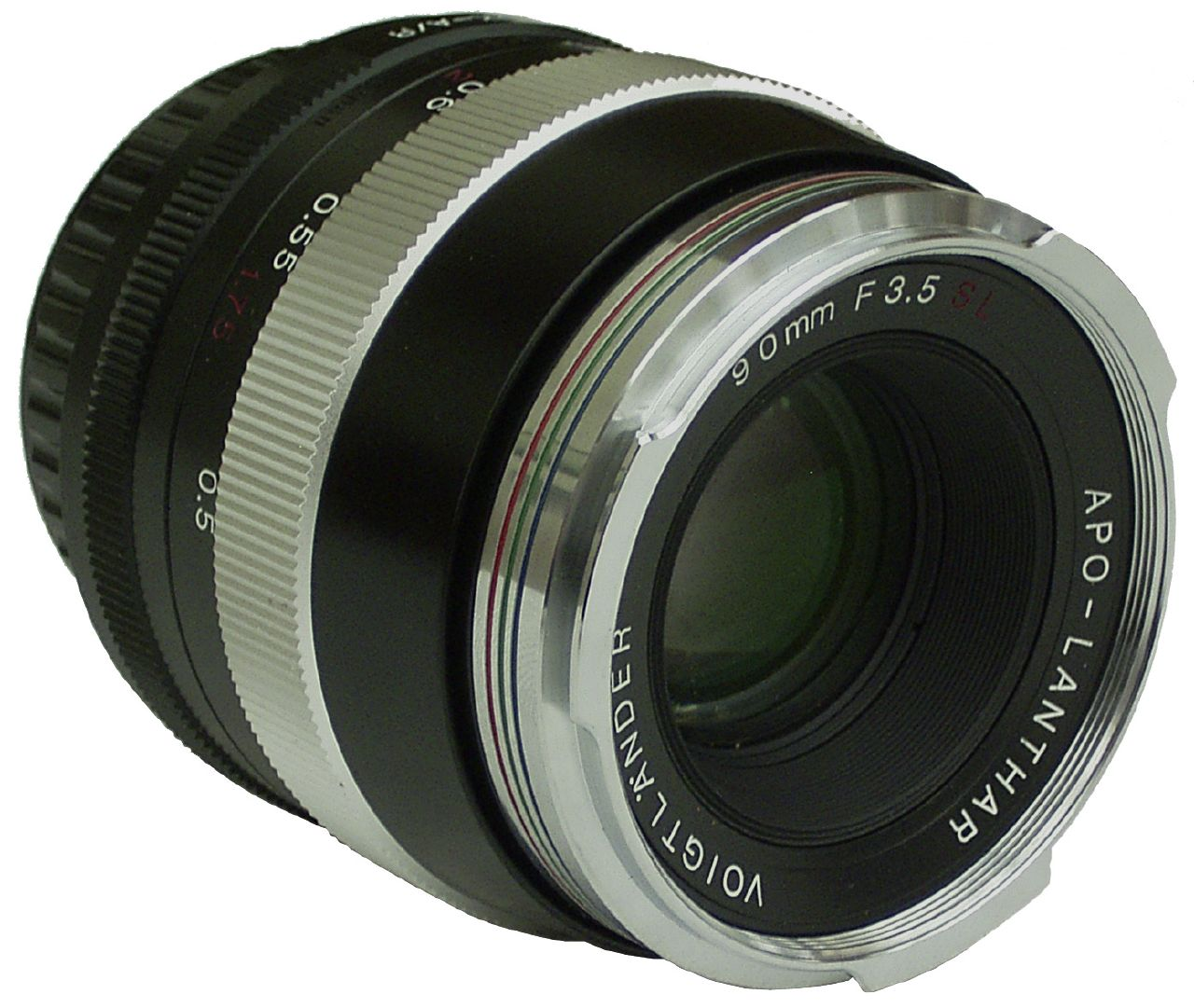
Cosina/Voigtländer „Apo-Lanthar“-f/3,5-90-mm-Objektiv für Kleinbildkameras. Die Konstruktion ist nicht mit der originalen Heliar-Konstruktion vergleichbar.

Seit 1999 ist das japanische Unternehmen Cosina Lizenznehmer der Marke Voigtländer und verschiedener Produktbezeichnungen. Cosina hat verschiedene Kameras und Objektive unter den alten Bezeichnungen z. B. Heliar (Super Wide Heliar 15 mm f/4,5, Ultra Wide Heliar 12 mm f/5,6, Color Heliar 75 mm f/2,5) und Apo-Lanthar (Apo-Lanthar 90 mm f/3,5) herausgebracht. Die Objektive von Cosina gehören zu anderen Objektivtypen als die namensgebenden Produkte aus Braunschweiger Produktion. Bis auf wenige Ausnahmen wurden nur die lizenzierten Namen übernommen.
Im Jahr 2001 kam ein limitiertes Jubiläumsset „101 Jahre Heliar“ auf den Markt. Das Set enthielt ein neu berechnetes zusammenschiebbares Heliar 50 mm f/3,5 mit einer passenden Sucherkamera. Der Grundaufbau dieses Objektivs entspricht dem originalen Color Heliar. Es wurde in Fotomagazinen hochgelobt, es gehöre eindeutig zum Besten, das man je getestet habe.
Zum 250. Jubiläum des Markennamens Voigtländer wurden wieder limitierte Jubiläumssets aufgelegt. Diese Sets enthalten ein Heliar Classic 50 mm f/2,0 (wieder zusammenschiebbar, wieder im Aufbau entsprechend dem originalen Color Heliar) und eine passende Sucherkamera. Das Heliar Classic ist damit das bisher lichtstärkste Objektiv dieses Typs.
2016 kam das Heliar 3,5/50 mm (Filtergröße ist 27 Millimeter, für Kameras mit Leica-M-Bajonett) ins Programm.